# Antônio Flávio
Antônio Flávio Aires dos Santos, besser bekannt als Antônio Flávio, (* 5. Januar 1987 in Brejinho de Nazaré, TO) ist ein ehemaliger brasilianischer Fußballspieler. Der Stürmer gewann 2009 das schwedische Double aus Meisterschaft und Landespokal.

## Karriere
Flávio spielte in der Jugend von Atlético Goianiense und Clube Andraus, ehe er sich 2007 dem EC Santo André anschloss. Dort rückte er 2008 in die Profimannschaft auf und trat mit dem Klub in der zweitklassigen Série B an. Im selben Jahr gewann er mit der Mannschaft die Meisterschaft der A2 im Rahmen der Staatsmeisterschaft von São Paulo und stieg mit ihr in die Série A auf.
Im Sommer 2009 verließ Flávio sein Heimatland und wechselte nach Europa zum schwedischen Traditionsverein AIK, der sich in der Allsvenskan im Titelkampf befand. Nachdem er für EC Santo André bis zum Juli des Jahres zehn Spiele in der ersten brasilianischen Liga absolviert hatte, wechselte er für eine von einem Investor getragene zwischen zwei und drei Millionen schwedische Kronen geschätzte Ablösesumme nach Nordeuropa. Beim Lokalderby gegen Djurgårdens IF sorgte er für Schlagzeilen, als der zweifache Torschütze nach dem 2:0-Erfolg ein T-Shirt mit der Aufschrift „Hata Göteborg“ trug. Er verwies darauf, dass er kein schwedisch könne und daher die Aufschrift nicht verstanden habe. Am letzten Spieltag der Spielzeit 2009 trug er beim 2:1-Auswärtserfolg beim direkten Konkurrenten IFK Göteborg mit seinem Tor zum zwischenzeitlichen Ausgleich zum Meisterschaftsgewinn bei. Eine Woche später gehörte er beim erneuten Aufeinandertreffen anlässlich des Pokalfinales neben seinem Sturmpartner Mauro Iván Óbolo erneut zu den Torschützen und verhalf somit der Mannschaft mit dem 2:0-Sieg zum ersten Doublegewinn der Vereinsgeschichte. Auch im März des folgenden Jahres zeichnete er sich als entscheidender Akteur aus, als er beim 1:0-Erfolg im Spiel um den Supercupen gegen IFK Göteborg das spielentscheidende Tor erzielte.
In der Spielzeit 2010 erzielte Flávio lediglich zwei Saisontore und rutschte mit der Mannschaft in den Abstiegskampf. Die Klasse konnte zwar gehalten werden, dennoch sah sich AIK aus finanziellen Gründen gezwungen, ihn abzugeben. Der Klub verlieh ihn daher an den brasilianischen Verein AD São Caetano, mit dem zudem eine Kaufoption vereinbart wurde. Dort erzielte er in 32 Spielen in der Série B neun Tore, zudem erzielte er in der Staatsmeisterschaft von São Paulo in zehn Spielen fünf Tore.
Im Januar 2012 verkaufte AIK Flávio nach China, er unterzeichnete einen Vertrag bei Nanchang Hengyuan. Hier spielte er zwei Jahre, dabei zog er mit der Mannschaft nach Shanghai um.
Anfang 2014 kehrte Flávio nach Brasilien zurück, wo er zunächst bei AA Ponte Preta in der Série B spielte. Im Jahresverlauf wechselte er innerhalb der Liga zu CA Bragantino. In den nächsten Jahren tingelte er weiter durch unterklassige Klubs, bis er 2018 seine aktive Laufbahn beendete.

## Erfolge
Santo André
- Staatsmeisterschaft von São Paulo Série A2: 2008
- Staatsmeisterschaft von São Paulo Série A2: 2016

AIK Solna
- Fotbollsallsvenskan: 2009
- Schwedischer Fußballpokal: 2009
- Schwedischer Fußball-Supercup: 2010